# Новая Хотча
Новая Хотча — деревня в Талдомском районе Московской области России. Входит в состав сельского поселения Квашёнковское. Население — 4 чел. (2010).

## География
Расположена в северной части района, примерно в 18,5 км к северо-востоку от центра города Талдома, на правом берегу впадающей в Угличское водохранилище на Волге реки Хотчи. Ближайшие населённые пункты — деревни Кошелёво, Старая Хотча и Гришково.

## Население
| 1859 | 1888 | 1926 | 2002 | 2006 | 2010 |
| ---- | ---- | ---- | ---- | ---- | ---- |
| 68   | ↘61  | ↘58  | ↘6   | ↗8   | ↘4   |

## История
В «Списке населённых мест» 1862 года Новая Хотча — владельческая деревня 2-го стана Калязинского уезда Тверской губернии между Дмитровским и Углицко-Московским трактами, в 38 верстах от уездного города, при реке Хотче, с 8 дворами и 68 жителями (35 мужчин, 33 женщины).
По данным 1888 года входила в состав Озерской волости Калязинского уезда, проживал 61 человек (26 мужчин, 35 женщин).
Постановлением президиума ВЦИК от 15 августа 1921 года Озерская волость была включена в состав Ленинского уезда Московской губернии.
По материалам Всесоюзной переписи населения 1926 года — деревня Кошелёвского сельского совета Озерской волости Ленинского уезда, проживало 58 жителей (24 мужчины, 34 женщины), насчитывалось 12 хозяйств, среди которых 9 крестьянских.
С 1929 года — населённый пункт в составе Ленинского района Кимрского округа Московской области.
Постановлением ЦИК и СНК от 23 июля 1930 года округа́ как административно-территориальные единицы были ликвидированы. Постановлением Президиума ВЦИК от 27 декабря 1930 года городу Ленинску было возвращено историческое наименование Талдом, а район был переименован в Талдомский.
В 1954 году Кошелёвский сельсовет был упразднён, а его территория передана Игумновскому сельсовету.
1963—1965 гг. — Новая Хотча в составе Дмитровского укрупнённого сельского района.
В 1973 году Игумновский сельсовет был упразднён, часть его территории, включая Новую Хотчу, была передана Озерскому сельсовету, административный центр которого вскоре был перенесён в деревню Кошелёво, а сельсовет стал вновь называться Кошелёвским.
В 1994 году Московской областной думой было утверждено положение о местном самоуправлении в Московской области, сельские советы как административно-территориальные единицы были преобразованы в сельские округа.
1994—2004 гг. — деревня Кошелёвского сельского округа Талдомского района.
Постановлением Губернатора Московской области от 3 июня 2004 года № 106-ПГ Кошелёвский сельский округ был объединён с Ермолинским и Николо-Кропоткинским сельскими округами в единый Ермолинский сельский округ.
2004—2006 гг. — деревня Ермолинского сельского округа Талдомского района.
2006—2009 гг. — деревня сельского поселения Ермолинское.
В 2009 году деревня Новая Хотча вошла в состав сельского поселения Квашёнковское Талдомского района Московской области, образованного путём выделения из состава сельского поселения Ермолинское.